# Todenwarthsche Kemenate

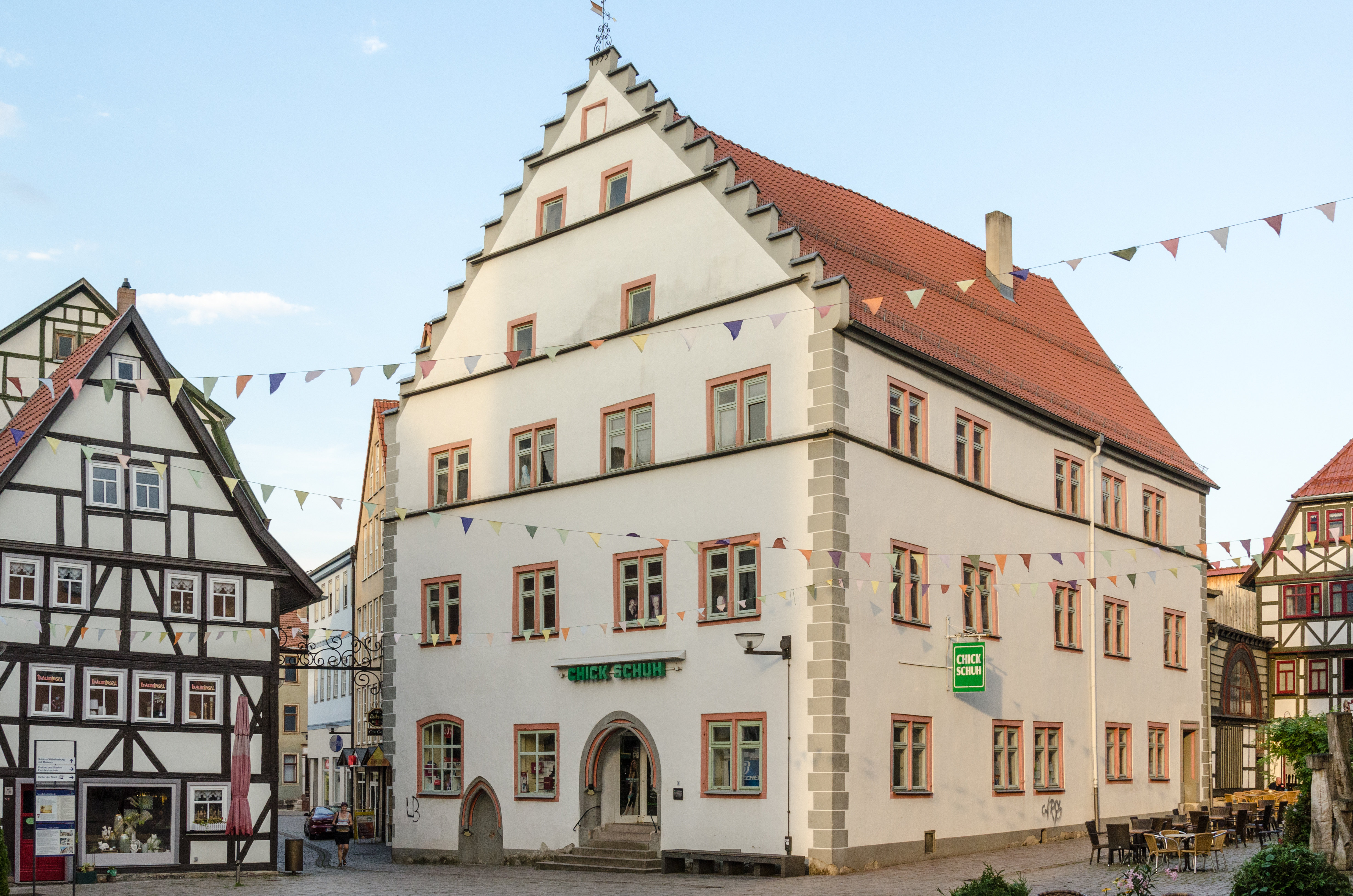
Schmalkalden, Altmarkt 5, Todenwarthsche Kemenate

Die Todenwarthsche Kemenate ist ein Gebäude im Zentrum der historischen Altstadt von Schmalkalden, die an der Deutschen Fachwerkstraße liegt. Das repräsentative Patrizierhaus ist ein Blickfang des historischen Stadtzentrums und befindet sich am Altmarkt in direkter Nachbarschaft zum Rathaus sowie zur Stadtkirche St. Georg.

## Beschreibung
Die Todenwarthsche Kemenate liegt als Einzelbau am historischen Altmarkt der Stadt Schmalkalden. Die giebelständige Kemenate wird im obersten Stein des Treppengiebels mit der Jahreszahl 1575 datiert. Da die Gesimse des Treppengiebels jedoch nicht mit der Staffelung der Stufen harmonieren, ist von einem Umbau im Jahre 1575 auszugehen. Der Kern des Hauses und große Teile der Fassade stammen aus früheren Jahrhunderten, waren allerdings spätestens 1500 in heutiger Form errichtet.
Der trapezförmige Grundriss des Gebäudes ist dem früher direkt am Gebäude fließenden Wassergraben (Stille) geschuldet. Das dreigeschossige Gebäude besitzt gekoppelte Fenster (Biforien) und weist eine aufgemalte Eckquaderung auf. Der Zutritt zum Haus erfolgt durch das spätgotische, leicht spitzbogige Portal mit Sitznischen und Überstabung. Ein kleines gotisches Portal an der Hauptfassade mit Wappenschildern wurde erst im 20. Jahrhundert wieder freigelegt.
Im Erdgeschoss befand sich einst eine große Halle, die später wieder rekonstruiert werden soll. Die Nutzfläche des Erdgeschosses sowie der beiden Obergeschosse beträgt je ca. 200 m².

## Geschichte
Die Bebauungsgeschichte des Grundstücks reicht 1200 Jahre zurück. An Stelle des heutigen Gebäudes befand sich bereits während der ersten urkundlich nachweisbaren Siedlungsentwicklung der Stadt Schmalkalden in fränkischer Zeit (7./8. Jh.) ein Herrenhof, von dem aus die Stadt entstand. Die heutige Bausubstanz stammt aus dem 15. und 16. Jahrhundert, wenngleich Teile von Vorgängerbauten erhalten sind.
Im Mittelalter gehörte das Haus den Grafen von Henneberg. Im 17. Jahrhundert bewohnten die Freiherren Wolff von Todenwarth das Gebäude als städtischen Adelssitz.
Um das Jahr 1800 wohnte hier die hessische Dichterin Arnoldine Wolf. Bei ihr war im Jahr 1801 Jean Paul zu Gast sowie 1802 Johann Gottfried Seume. Seumes Aufenthalt in Schmalkalden fand Niederschlag in seinem Werk „Spaziergang nach Syrakus“. Nach Arnoldine Wolfs Zeit wurde das Haus unterschiedlich genutzt, u. a. durch ein Hotel, Schmalkaldens größten Kaufladen (Familie Merkel) sowie diverse Einzelhändler und Mietwohnungen in den Obergeschossen.

## Heutige Situation
Seit der politischen Wende 1990 wird lediglich das Erdgeschoss der Kemenate genutzt. Die Obergeschosse erfuhren diverse Plünderungen. Das Hinterhaus ist durch die Witterung in einem sehr schlechten Zustand. Das historische Vorderhaus ist jedoch gesichert. Die unterbliebene Instandhaltung der vergangenen Jahrzehnte bietet den Vorteil, dass hier nicht ohne denkmalpflegerischen Sachverstand historische Bausubstanz „verrenoviert“ wurde. So ist die ursprüngliche Raumteilung ebenso erhalten wie der Großteil der historischen Fußbodenholzbohlen. Im Erdgeschoss befindet sich seit über zwanzig Jahren ein Schuhgeschäft.
2010 gründeten Geschichtsfreunde die „Gesellschaft Kulturerbe Thüringen e.V.“, der mittlerweile über 80 Mitglieder angehören. Ein zentrales Ziel ist die denkmalgerechte Sanierung und Belebung der Todenwarthschen Kemenate.